# Лютославский, Винценты
Винце́нты Лютосла́вский (Винсент Лютославский, пол. Wincenty Lutosławski, 6 июня 1863, Варшава, Российская империя — 28 декабря 1954, Краков, Польша) — польский философ. Брат Казимира Лютославского, дядя композитора Витольда Лютославского.

## Биография и творчество
Получил домашнее образование, затем учился в Риге. В 1883 году поступил в Дерптский университет и за два года прошёл программу сразу по двум факультетам: физико-математическому (специальность химия) и историко-филологическому (философия), окончив оба кандидатом в 1885 году.
В 1887 году защитил магистерскую диссертацию по философии.
Преподавал в Москве и Казани: в 1890—1893 годах в Казанском университете занимал должность приват-доцента. В 1895 году он отправился в Испанию. В 1898 году защитил докторскую диссертацию «О предпосылке и следствии индивидуалистического мировоззрения» в университете Хельсинки. С 1899 года он со своей семьей жил несколько лет в Кракове, где читал лекции в Ягеллонском университете. Вступление в ряда Национальной польской лиги послужило причиной его увольнения за «провокационное содержание лекций и эксцентричное поведение». В 1901—1902 годах он читал лекции в университетах Лозанны и Женевы.
В 1919—1929 годах он был профессором Университета Стефана Батория в Вильне. После ухода на пенсию после короткого пребывания в различных местах и странах он поселился в Кракове, где в 1946 и 1948 годах ещё читал лекции в Ягеллонском университете.
Специалист по античной философии и, в частности, по Платону. Благодаря исследованиям в области относительной хронологии диалогов Платона, считается одним из пионеров стилометрии (и, возможно, автором термина stylometry).
Представитель польского мессианизма. Один из первых в Польше пропагандистов йоги.
Его женой была писательница София Казанова.

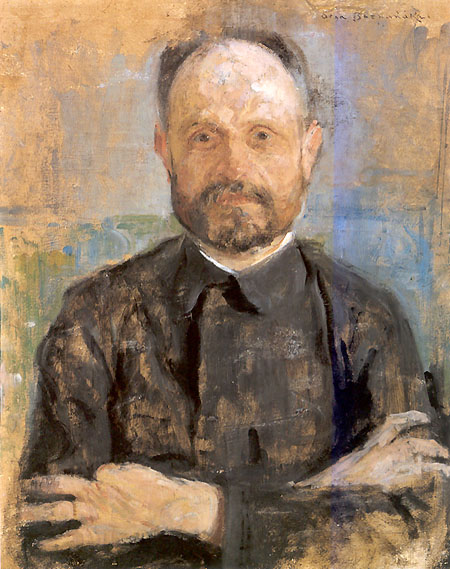

## Основные труды
В. Лютославский выпустил более 800 работ (включая статьи и монографии) на различных языках: испанском, русском, английском, немецком, французском, польском, эстонском и др. В их числе:
- O logice Platona (I—II) Краков, 1891—1892;
- O pierwszych trzech tetralogiach dzieł Platona Краков, 1896;
- The Origin and Growth of Plato’s Logic. With an Account of Plato’s Style and of the Chronology of His Writings Лондон, 1897;
- Z dziedziny myśli. Studja filozoficzne. 1888—1899 Краков, 1900;
- Wykłady Jagiellońskie (I—II) Краков, 1901—1902;
- The Polish Nation Берлин, 1908;
- Knowledge of Reality Кембридж, 1930.

1. 1 2  Katalog der Deutschen Nationalbibliothek (нем.)